# Tomáš Hunal
Tomáš Hunal (* 1. června 1973, Praha) je český fotbalista, obránce.

## Fotbalová kariéra
S fotbalem začínal ve Slavii, kde v necelých 18 letech nastoupil poprvé v lize. Po působeních na Kladně a v Mladé Boleslavi se do Slavie v roce 1995 vrátil. Potom odešel do Viktorie Žižkov, kde hrál do roku 2002. Po přestupu do FK Teplice fotbalově ožil a stal se oporou mužstva. V roce 2007 odešel do 1. FK Příbram, ale ještě v průběhu sezóny přestoupil do SK Dynamo České Budějovice. Se Slavií získal v sezóně 1995/1996 ligový titul. V lize nastoupil ke 350 utkáním a dal 4 góly. Neústupný stoper, výborný hlavičkář, obounohý fotbalista. V létě 2010 ukončil aktivní vrcholovou kariéru.

## Ligová bilance
| Ročník                                   | Zápasy | Góly | Klub                       |
| ---------------------------------------- | ------ | ---- | -------------------------- |
| 1. československá fotbalová liga 1990/91 | 4      | 0    | SK Slavia Praha            |
| 1. česká fotbalová liga 1994/95          | 14     | 0    | SK Slavia Praha            |
| 1. česká fotbalová liga 1995/96          | 20     | 0    | SK Slavia Praha            |
| 1. česká fotbalová liga 1996/97          | 2      | 0    | SK Slavia Praha            |
|                                          | 15     | 0    | FK Viktoria Žižkov         |
| 1. česká fotbalová liga 1997/98          | 24     | 0    | FK Viktoria Žižkov         |
| Gambrinus liga 1998/99                   | 27     | 0    | FK Viktoria Žižkov         |
| Gambrinus liga 1999/00                   | 22     | 0    | FK Viktoria Žižkov         |
| Gambrinus liga 2000/01                   | 25     | 0    | FK Viktoria Žižkov         |
| Gambrinus liga 2001/02                   | 28     | 2    | FK Viktoria Žižkov         |
| Gambrinus liga 2002/03                   | 23     | 1    | FK Teplice                 |
| Gambrinus liga 2003/04                   | 20     | 1    | FK Teplice                 |
| Gambrinus liga 2004/05                   | 16     | 0    | FK Teplice                 |
| Gambrinus liga 2005/06                   | 27     | 0    | FK Teplice                 |
| Gambrinus liga 2006/07                   | 14     | 0    | FK Teplice                 |
| Gambrinus liga 2006/07                   | 11     | 0    | FC Marila Příbram          |
| Gambrinus liga 2007/08                   | 23     | 0    | SK Dynamo České Budějovice |
| Gambrinus liga 2008/09                   | 16     | 0    | SK Dynamo České Budějovice |
| Gambrinus liga 2009/10                   | 19     | 0    | SK Dynamo České Budějovice |
| CELKEM                                   | 350    | 4    |                            |

## Soukromý život
Je také členem týmu Real TOP Praha, v jehož dresu se zúčastňuje charitativních zápasů a akcí.